# Augustlovene
Augustlovene af 1914 var en række hastelove, som det danske Folketing vedtog for at afbøde virkningerne på den første verdenskrigs udbrud på Danmarks økonomi, som på dette tidspunkt var meget afhængig af samhandel med udlandet.
En af de mest indgribende love var Reguleringsloven af 7. august, tit kaldt Augustloven, som bemyndigede den danske indenrigsminister Ove Rode til at fastsætte priser på blandt andet fødevarer, samt til at beslaglægge disse mod fuld erstatning. Til dette formål nedsatte Ove Rode Den Overordentlige Kommission med repræsentanter fra organisationerne og politiske partier. Den danske stat havde også tidligere blandet sig i samfundsøkonomien, og lovene blev kun anset for midlertidige, men indvarslede en stærk udvidelse af statsmagtens opgaver.